# Sindicato Español Universitario
Het Sindicato Español Universitario (Nederlands: Syndicaat van Spaanse Universiteiten, SEU) was een Spaanse falangistische studentenorganisatie. Het SEU werd in 1933 opgericht en is in 1965 weer opgeheven. 

## Geschiedenis
Het SEU werd  op 21 november 1933 opgericht door leden van de Falange Española. Het was bedoeld als tegenhanger van linkse en katholieke studentenorganisaties. Het SEU bleef echter beduidend kleiner dan de concurrenten. 
Tijdens de Spaanse Burgeroorlog (1936-1939) namen veel bij het SEU aangesloten studenten deel aan de strijd aan de zijde der nationalisten onder generaal Francisco Franco. Na de burgeroorlog verklaarde Franco op 23 september 1939 dat het SEU voortaan de enige toegestane studentenorganisatie zou zijn. Leden van de tot dan toe nog toegestane katholieke, monarchistische en carlistische studentenorganisaties sloten zich aan bij het SEU. Sinds 1943 waren alle studenten - behalve die aan technische hogescholen - verplicht om zich aan te sluiten bij de SEU. 
Tijdens de Tweede Wereldoorlog (1940-1945) wierf de leiding van het SEU actief vrijwilligers onder haar leden om toe te treden tot de zogenaamde Blauwe divisie (División Azul) om aan de zijde van Nazi-Duitsland en diens bondgenoten te strijden tegen de Sovjet-Unie; dit terwijl Spanje geen deelnam aan de Tweede Wereldoorlog.
Na de oorlog werd het SEU regelmatig geïnfiltreerd door leden van de illegale communistische partij, met als doel de studenten van het SEU te winnen voor het marxisme-leninisme. Ook radicale nationaal-syndicalisten die stonden voor het oorspronkelijke falangisme speelden een belangrijke rol binnen het SEU. 
De laatste leider van het SEU, José Miguel Ortí Bordás, trachtte de studentenorganisatie in neo-falangistische geest te hervormen. Hij kreeg hier echter de kans niet voor. De Spaanse regering besloot het SEU in 1965 te vervangen door de Asociaciones Profesionales de Estudiantes (Associatie voor Professionele Studenten, APE), die tot het einde van het Franco-regime, in 1975, bleef bestaan. Deze organisatie was niet specifiek falangistisch en volgde meer de lijn van de Spaanse regering.